# Übergriff auf Demonstranten im Mai 2017 vor der türkischen Botschaft in Washington D.C.
Der Übergriff auf Demonstranten an der Türkischen Botschaft in Washington, D.C. ereignete sich am 16. Mai 2017, als ein Handgemenge zwischen zur türkischen Polizei gehörenden Leibwächtern nebst Gefolge des türkischen Präsidenten Recep Tayyip Erdoğan und Protestierenden gegen dessen Person bzw. Politik ausbrach.
Mitarbeiter der türkischen Polizei und Sympathisanten Erdoğans attackierten eine Gruppe von Demonstranten vor dem Botschaftsgelände auf dem Sheridan Circle. Einige der Protestierenden, die Präsident Erdoğan beschimpften, trugen die Flagge der YPG bei sich, die in der Türkei als terroristische Organisation eingestuft ist, nicht jedoch in den Vereinigten Staaten. Die Regierung der Vereinigten Staaten wiederum unterstützt die YPG im Bürgerkrieg in Syrien als Alliierte.

## Übergriff
Die Protestierenden, darunter Kurden und Armenier, trafen sich vor der türkischen Botschaft. Ihnen gegenüber standen Sicherheitsbeamte und Pro-Erdogan-Demonstranten. Die zu diesem Zeitpunkt vor Ort anwesenden amerikanischen Polizisten der Metropolitan Police mahnten beide Parteien zur Zurückhaltung. Nachdem Erdoğans Wagenkolonne die türkische Botschaft erreicht hatte und zum Stehen gekommen war, lösten türkische Sicherheitsbeamte und Erdogan-Sympathisanten die Demonstration durch einen Übergriff in ein Handgemenge auf.
Videoaufnahmen des Tathergangs belegen den Prügelangriff auf die Protestierenden, von denen einige am Boden liegend getreten wurden. Amerikanische Polizisten waren zu dem Zeitpunkt in der Unterzahl und bekamen erst Verstärkung, als Personenschäden bereits entstanden waren. Erdoğan hatte sich zuvor mit US-Präsident Donald Trump getroffen und konnte die Prügeleien vom Botschaftsgelände aus wahrnehmen.

## Reaktionen

### Vereinigte Staaten
Kurz nach dem Ende der Proteste verurteilten amerikanische Juristen und Politiker den Vorfall. Der republikanische Senator John McCain forderte die Ausweisung des türkischen Botschafters. Die demokratische Senatorin Claire McCaskill stimmte der Forderung zu. Die Bürgermeisterin von Washington, D.C., Muriel Bowser, nannte den Übergriff einen „Angriff auf die Werte und Rechte von Amerikanern“.
Eine Gruppe von 30 amerikanischen Politikern, angeführt von Carolyn Maloney, forderte in einem Brief an den Außenminister Rex Tillerson, die türkischen Beamten strafrechtlich zu verfolgen. Tillerson entgegnete, er wolle vor einer Entscheidung die Ermittlungsergebnisse des State Department abwarten. Die Washingtoner Polizei gab am 17. Mai die Verhaftung von zwei Tatverdächtigen im Zusammenhang mit dem blutigen Übergriff bekannt und äußerte sich zu dem Geschehen: „Die Übergriffe stehen dem 1. Zusatzartikel zur Verfassung der Vereinigten Staaten entgegen und allen Prinzipien für die wir täglich arbeiten, sie zu schützen“.
Am 18. Mai bestellte Thomas A. Shannon, Unterstaatssekretär im Außenministerium, den türkischen Botschafter Serdar Kılıç ein.

### Türkei
Die türkische Botschaft in Washington, D.C. beschuldigte die Demonstranten, für die gewalttätige Auseinandersetzung durch „aggressive Provokation“ verantwortlich zu sein: „Türkisch-amerikanische Zivilisten, die den türkischen Präsidenten haben grüßen wollen, hätten sich zur Selbstverteidigung genötigt gefühlt und sich verteidigt.“
Die staatliche Nachrichtenagentur Anadolu Ajansı berichtete, dass der Protest durch „das Werfen von Wasserflaschen vonseiten der Demonstrierenden in eine gewalttätige Auseinandersetzung überging“; erst danach seien „andere türkisch-amerikanische Zivilisten zusammen mit Sicherheitskräften eingeschritten.“
Am 18. Mai bezichtigte der türkische Außenminister Mevlüt Çavuşoğlu den US-Diplomaten Brett McGurk, die PKK und „dadurch auch eine in den USA verurteilte terroristische Organisation zu unterstützen“.
Am 22. Mai bestellte die Türkei den amerikanischen Botschafter in der Türkei ein, kritisierte die „aggressive und unprofessionelle Vorgehensweise von amerikanischen Sicherheitsbeamten“ und forderte „eine umfassende Ermittlung des Vorfalls, nebst einer nötigen Erklärung“. Erdogan kritisierte: „Wenn diese Leibwächter mich nicht beschützen sollen, wozu soll ich sie dann mit mir nach Amerika nehmen?“

## Auswirkungen
Ein Übergriff auf protestierende Zivilisten wird als Verstoß gegen den 1. Zusatzartikel zur Verfassung der Vereinigten Staaten angesehen, der Meinungs- und Versammlungsfreiheit garantiert.

### Kongress-Beschluss
Am 6. Juni 2017 verlangte das Repräsentantenhaus der Vereinigten Staaten in einem Beschluss, der mit 397 zu 0 Stimmen verabschiedet wurde, dass sich jeder türkische Beamte vor einem US-Gericht für die Niederschlagung der Proteste zu verantworten hat. Die türkische Regierung entgegnete, der Beschluss „politisiere und verfälsche“ und richte sich „gegen den Geist von Allianz und Partnerschaft zwischen zwei Nationen“.
Der Kongressabgeordnete Steny Hoyer kommentierte, solch einen Vorfall könnten die Vereinigten Staaten „nicht tolerieren“. Sein Kollege Ed Royce charakterisierte die Gewalttat als „Unterdrückung auf amerikanischen Boden“. Beide sprachen sich für den Stopp eines Handwaffen-Geschäfts im Wert von 1,2 Millionen US-Dollar mit der Türkei aus. Der Sprecher des Repräsentantenhauses Paul Ryan rief die türkische Regierung dazu auf, „Verantwortung für den ungeheuerlichen Vorfall zu übernehmen und sich bei jenen zu entschuldigen, die verletzt wurden“.

### Verhaftungen und Fahndungen
Am 14. Juni wurden zwei Tatverdächtige verhaftet. Am 15. Juni 2017 gab die US-Justiz bekannt, dass bisher 37 der 42 beteiligten Personen identifiziert seien. Gegen alle in die Auseinandersetzung involvierten werde polizeilich ermittelt. Bisher wurde gegen 16 Verdächtige ein Haftbefehl erlassen, darunter 12 Leibwächter des türkischen Präsidenten.